# Kabaret Nowaki
Kabaret Nowaki – polski kabaret z Zielonej Góry, utworzony w 2007 roku.
Obecnie w kabarecie Nowaki występują: Adrianna Borek, Tomasz Marciniak oraz Kamil Piróg.

## Nagrody
2009:
- I miejsce – PaKA
- Nagroda Publiczności – PaKA
- I miejsce na Festiwalu Kabaretu „Flying Mole”
- Grand Prix oraz „Złota szpilka” – XXX Lidzbarskie Wieczory Humoru i Satyry
- Nagroda Publiczności – XXX Lidzbarskie Wieczory Humoru i Satyry